# Ischnocolus valentinus
La tarántula española (Ischnocolus valentinus) (en alguna publicación es nombrada como «Falsa tarántula europea»), se considera la única especie de la familia terafósidos (Theraphosidae) que se encuentra en Europa continental; los terafósidos son las arañas que en América, donde son muy numerosas las especies, se llaman pollitos y tarántulas. Se distribuye por España, Italia, Marruecos, Argelia, Túnez y Libia. Es la especie tipo del género Ischnocolus. Se encuentra en matorrales mediterráneos con encinas, escondiéndose debajo de grandes piedras planas. La especie originalmente llamada tarántula en Europa es Lycosa tarantula, una especie grande de licósido.